# Seznam ostrovů Filipín

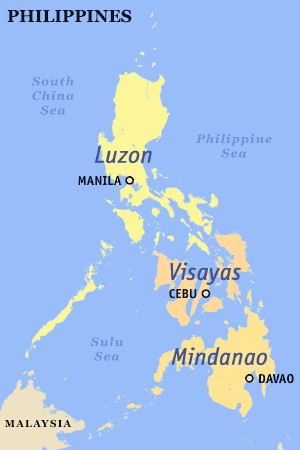
Ostrovní skupiny Filipín: Luzon, Visayské ostrovy a Mindanao

Toto je seznam největších ostrovů Filipín. Filipínské souostroví sestává ze 7,641 ostrovů, z nich jsou jen přibližně dvě tisícovky obydlených. Jsou seskupeny do tří hlavních ostrovních skupin: Luzon, Visayské ostrovy a Mindanao.
Více než pět tisíc ostrovů není dosud pojmenováno.

## Podle velikosti
|    | ostrov      | rozloha    | pobřeží  | max. nadm. výška (m) | nejvyšší vrchol | počet obyvatel | hustota zalidnění | největší sídlo  | provincie                       | regiony                   | souostroví       | oceán / moře záliv / průliv           |
| -- | ----------- | ---------- | -------- | -------------------- | --------------- | -------------- | ----------------- | --------------- | ------------------------------- | ------------------------- | ---------------- | ------------------------------------- |
| 1  | Luzon       | 109 965,00 | 3 249,60 | 2 922                | Pulag           | 53 336 134     | 485,03            | Quezon City     | 31 provincií                    | 7+1 region                | Luzon            | Tichý oceán (4 moře)                  |
| 2  | Mindanao    | 97 530,00  | 2 907,00 | 2 954                | Apo             | 25 537 691     | 261,84            | Davao           | 22 provincií                    | 6 regionů                 | Mindanao         | Tichý oceán (4 moře)                  |
| 3  | Samar       | 13 428,80  | 800,60   | 850                  | Huraw           | 1 751 267      | 130,41            | Calbayog        | Samar, Severní a Východní Samar | Východní Visayské ostrovy | Visayské ostrovy | Filipínské a Samarské moře            |
| 4  | Negros      | 13 309,60  | 644,90   | 2 465                | Kanlaon         | 4 414 131      | 331,65            | Bacolod         | Východní a Západní Negros       | 2 regiony                 | Visayské ostrovy | Boholské, Suluské a Visayské moře     |
| 5  | Palawan     | 12 188,60  | 1 354,10 | 2 085                | Mantalingajan   | 886 308        | 72,72             | Puerto Princesa | Palawan                         | Mimaropa                  | Visayské ostrovy | Jihočínské a Suluské moře             |
| 6  | Panaj       | 12 011,00  | 679,30   | 2 117                | Madia-as        | 4 477 247      | 372,76            | Iloilo          | 4 provincie                     | Západní Visayské ostrovy  | Visayské ostrovy | Sibuyanské, Suluské a Visayské moře   |
| 7  | Mindoro     | 10 571,80  | 618,80   | 2 586                | Halcon          | 1 331 473      | 125,95            | San Jose        | Východní a Západní Mindoro      | Mimaropa                  | Luzon            | Jihočínské, Sibuyanské a Suluské moře |
| 8  | Leyte       | 7 367,60   | 656,90   | 1 348                | Aminduen        | 2 388 518      | 324,19            | Tacloban        | Jižní Leyte a Leyte             | Východní Visayské ostrovy | Visayské ostrovy | Tichý oceán (4 moře)                  |
| 9  | Cebu        | 4 467,50   | 513,90   | 1 097                | Manunggal       | 2 938 982      | 657,86            | Cebu City       | Cebu                            | Střední Visayské ostrovy  | Visayské ostrovy | Camotské a Visayské moře              |
| 10 | Bohol       | 4 117,00   | 261,00   | 870                  | Mayana          | 1 313 560      | 319,06            | Tagbilaran      | Bohol                           | Střední Visayské ostrovy  | Visayské ostrovy | Boholské a Camotské moře              |
| 11 | Masbate     | 3 296,00   | —        | 593                  | Uac             | 706 897        | 214,47            | Masbate City    | Masbate                         | Bicol                     | Visayské ostrovy | Samarské, Sibuyanské a Visayské moře  |
| 12 | Catanduanes | 1 492,16   | 400,00   | 803                  | Boctot          | 260 964        | 174,89            | Virac           | Catanduanes                     | Bicol                     | Luzon            | Filipínské moře                       |
| 13 | Basilan     | 1 265,00   | 169,80   | 971                  | Basilan         | 259 796        | 205,37            | Isabela         | 2 provincie                     | 2 regiony                 | Suluské ostrovy  | Celebeské a Suluské moře              |
| 14 | Marinduque  | 915,90     | 159,40   | 1 157                | Malindig        | 234 521        | 256,06            | Boac            | Marinduque                      | Mimaropa                  | Visayské ostrovy | Sibuyanské moře                       |
| 15 | Busuanga    | 890,00     | —        | 600                  | Tundalara       | 73 849         | 82,98             | Coron           | Palawan                         | Mimaropa                  | Visayské ostrovy | Jihočínské a Suluské moře             |
| 16 | Jolo        | 868,50     | 182,70   | 811                  | Baud Dajo       | 530 000        | 610,25            | Jolo            | Sulu                            | Bangsamoro                | Suluské ostrovy  | Celebeské a Suluské moře              |
| 17 | Tablas      | 839,16     | —        | 665                  | Payaopao        | 164 012        | 195,45            | Odiongan        | Romblon                         | Mimaropa                  | Visayské ostrovy | Sibuyanské moře                       |
| 18 | Dinagat     | 802,12     | 130,10   | 929                  | Redondo         | 106 951        | 133,34            | San Jose        | Dinagatské ostrovy              | Caraga                    | Visayské ostrovy | Filipínské moře                       |
| 19 | Polillo     | 628,90     | 194,20   | 350                  | Malulod         | 64 802         | 103,04            | Polillo         | Quezon                          | Calabarzon                | Luzon            | Filipínské moře                       |
| 20 | Tawitawi    | 580,50     | 152,20   | 549                  | Sibangkat       | 82 582         | 147,43            | Panglima Sugala | Sulu                            | Bangsamoro                | Suluské ostrovy  | Celebeské a Suluské moře              |
| 21 | Guimaras    | 560,40     | 137,40   | 267                  | Dinulman        | 174 613        | 311,59            | Jordan          | Guimaras                        | Západní Visayské ostrovy  | Visayské ostrovy | Suluské moře                          |
| 22 | Biliran     | 501,20     | 97,90    | 1 340                | Biliran         | 171 612        | 342,40            | Naval           | Biliran                         | Východní Visayské ostrovy | Visayské ostrovy | Samarské a Visayské moře              |
| 23 | Sibuyan     | 445,00     | 88,50    | 2 058                | Guiting-Guiting | 59 274         | 133,50            | San Fernando    | Romblon                         | Mimaropa                  | Visayské ostrovy | Sibuyanské moře                       |